# The Escapists 2
The Escapists 2 (с англ. — «Беглецы 2») — компьютерная ролевая игра в жанре стратегии, разработанная студией Mouldy Toof Studios и изданная британской компанией Team17. Представляет собой сиквел The Escapists. Проект вышел на Microsoft Windows, macOS, Linux, PlayStation 4 и Xbox One в августе 2017 года. Версии для Nintendo Switch и мобильных телефонов выпущены в 2018 и 2019 годах, соответственно.
Как и в первой части, игроку предстоит убежать разными способами из десятка тюрем. По сравнению с предшественницей в The Escapists 2 появилась возможность многопользовательской игры от двух до четырёх участников.

## Игровой процесс

Игровой процесс The Escapists 2

В The Escapists 2 игрок берёт на себя управление заключённым. Он должен следовать ежедневному распорядку в тюрьме, выполнять задания других персонажей и искать возможности для побега. Существенные улучшения получила система создания предметов. Она обрела более интуитивно понятный интерфейс и начала показывать игроку все необходимые материалы для изготовления того или иного предмета, в отличие от первой части, где все предметы приходилось запоминать. Панель мастерской используется игроком для создания или улучшения снаряжения, вещей для обмена или выполнения задач. Нужные материалы получаются несколькими способами, посредством обыскивания чужих камер или тел охранников, когда те находятся без сознания, обмениваясь с заключёнными или выполняя их задания. Если игрока ловят за нарушение правил, весь прогресс теряется, а сам он помещается в карцер, где приходится чистить картошку. По сравнению со своей предшественницей, в сиквеле имеется более широкий выбор тюрем, в том числе транспортные средства для заключенных и места заключения в космосе. Новые локации открываются за успешное прохождение предыдущих уровней. В игре присутствует расширенная боевая система, которая позволяет игрокам захватывать цели, блокировать и выполнять лёгкие и тяжёлые атаки.
Игрок хотя и является ключевым героем, он не единственный заключённый на карте. В тюрьмах есть второстепенные персонажи, управляемые искусственным интеллектом. Они способны взаимодействовать друг с другом, обмениваться вещами, драться. Некоторые заключённые отмечены монетой или восклицательным знаком: у первых можно купить или продать вещи, а у вторых — взять задание. Они варьируются: от поиска предмета до помощи в нахождении работы. Заданием также может стать организация саботажа сокамернику. За выполнение задачи игроку даются деньги, и он получает репутацию, благодаря которой можно стать друзьями с другими заключёнными. При частых драках персонаж теряет репутацию, и его камеру чаще начинают обыскивать охранники.
В игре существует распорядок дня. Утром и вечером необходимо идти на перекличку, посещать завтраки, обеды и ужины, выполнять физические упражнения, ходить в душ и на работу. Если не посещать эти места в нужное время, будет увеличен уровень наблюдения за героем, уменьшена степень доверия и отношения с охранниками. Если хотя бы один из заключенных не явится в заявленный час на перекличку, вся тюрьма автоматически перейдёт в состояние чрезвычайной ситуации, которая не закончится, пока нарушитель не будет обнаружен и захвачен. Распорядок дня, как и виды занятий, могут изменяться в зависимости от выбранного места заключения. Кроме выполнения ежедневных задач игрок может заниматься и другими делами. Так, работа помогает получить деньги, физические упражнения необходимы для повышения уровня силы, чтение увеличивает интеллект и даёт возможность создавать новые уникальные предметы, необходимые для побега или выполнения заданий.
Цель игрока, как и в предыдущей части, заключается в побеге из тюрьмы за как можно меньшее количество времени и как можно более интересным способом. Самые типичные из них — подкоп лопатой, перелезание стены или её разрушение. Кроме того, каждая тюрьма имеет собственные особые способы побега. Игрок может маскироваться под охранников, прокладывать тайные пути, хранить и обменивать контрабандные вещи. Каждая карта делится на открытые и закрытые зоны. В зависимости от часа дня некоторые зоны могут оставаться без присмотра и становиться доступными, в то же время другие закрыты и хорошо охраняются. Определённые контрабандные товары можно прятать в собственной камере, однако кража ключей и оружия вызывает чрезвычайное положение.
В The Escapists 2 присутствуют как локальный, так и кооперативный многопользовательские режимы до четырёх игроков. Есть несколько уникальных тюрем, для разблокировки которых требуется многопользовательская игра. Соревновательный многопользовательский турнир — противостояние четырёх игроков, где побеждает первый сбежавший заключённый.

## Разработка
Британская компания Moldy Toof Studios создавала игру совместно с Team17. Разработчики прислушались к отзывам игроков и добавили многопользовательские режимы, для этого был переписан исходный код. Многие планы побегов были переработаны, чтобы проходить локации было сложнее, некоторые тюрьмы стали многоэтажными. За месяц до официального анонса The Escapists 2 стало известно, что Mouldy Toof Studios была приобретена Team17 за 16,5 миллионов долларов США, превратившись в её дочернюю студию.
Team17 анонсировала игру 3 октября 2016 года. В течение следующего года издатель распространял проморолики. В 2017 году в Team17 сообщили о том, что проект сначала выпустят на запланированных платформах, а затем и на Nintendo Switch. В июле того же года компания объявила дату выхода. The Escapists 2 была выпущена на Microsoft Windows, PlayStation 4 и Xbox One 22 августа 2017 года. Игра вышла на Nintendo Switch 11 января 2018 года. 17 января 2019 года издатель сообщил, что вскоре проект появится на смартфонах, обнародовав трейлер с указанием даты выхода. Игра была выпущена для iOS и Android 31 января 2019 года под названием The Escapists 2: Pocket Breakout. 
Для The Escapists 2 было выпущено несколько дополнений, к ним относятся «Big Top Breakout», «Dungeons and Duct Tape», «The Glorius Regime» и «Wicked Ward», каждое из них добавляет новую тюрьму.

## Рецензии
| Сводный рейтинг       | Сводный рейтинг                                |
| Агрегатор             | Оценка                                         |
| --------------------- | ---------------------------------------------- |
| GameRankings          | - PS4: 75,07 % - NS: 71,07 %                   |
| Metacritic            | PC: 75/100 PS4: 75/100 XONE: 77/100 NS: 73/100 |
| Иноязычные издания    |                                                |
| Издание               | Оценка                                         |
| Game Informer         | 7/10                                           |
| Nintendo Life         | [ 39 ]                                         |
| Nintendo World Report | 7/10                                           |
| Pocket Gamer          | [ 5 ]                                          |
| Русскоязычные издания |                                                |
| Издание               | Оценка                                         |
| StopGame.ru           | «Похвально»                                    |
| «Игромания»           | 7,5/10                                         |

Игра получила в целом положительные отзывы от критиков. Издание Game Informer написало: «Когда вы находите нужный необычный предмет или едва спасаетесь от охранника, это невероятно освежает. Тем не менее монотонность сбора предметов и выполнения поручений для других заключённых портит впечатление, а неудобное управление этому не помогает. The Escapists 2 может предложить неослабевающие испытания тем, кто их жаждет, но это часто достигается ценой вашего терпения». Nintendo Life назвало игру «оригинальной многоуровневой песочницей, которая предлагает вам широкий выбор путей к свободе. Её жёсткие требования и множество конфликтующих между собой систем могут привести к разочарованию, но чувство победы всегда заставляет вас возвращаться для очередной попытки побега из тюрьмы». Рецензент Pocket Gamer сказал, что на мобильных устройствах The Escapists 2 «предстаёт не в лучшем виде».
Сравнивая игру с первой частью, издание Meristation написало: «The Escapists 2 расширяет идею оригинальной игры и выходит за её рамки». Рецензент Everyeye.it заявил, что вторая часть является «большим шагом вперёд».
Александр Мелашенко из журнала «Игромания» был впечатлён «удивительно живыми персонажами, юмором и сатирой на каждом шагу, разнообразием тюрем, возможностью многопользовательской игры», однако его огорчил «неидеальный интерфейс». Издание Stopgame.ru заключило: «The Escapists 2 — лучший на сегодня симулятор жизни заключённых, планирующих удрать».
Летом 2018 года, благодаря уязвимости в защите Steam Web API, стало известно, что точное количество пользователей сервиса Steam, которые играли в игру хотя бы один раз, составляет 489 056 человек.

## Продолжения
В декабре 2019 года во время специального мероприятия Nintendo, направленного на показ и представление инди-проектов, Team17 анонсировала спин-офф франшизы под названием The Survivalists — однопользовательской и кооперативной видеоигры, находящейся в той же вселенной, что и The Escapists.  В The Survivalists игрокам необходимо искать пищу, сооружать убежища, инструменты и другие вещи, исследовать заброшенные храмы. Во время мероприятия был показан первый трейлер проекта. Игра вышла 9 октября 2020 года для персональных компьютеров, Nintendo Switch, PlayStation 4 и Xbox One.